# La donna contesa
La donna contesa (The Woman Disputed) è un film del 1928 diretto da Henry King e Sam Taylor.

La sceneggiatura, firmata da C. Gardner Sullivan, si basa sull'omonimo lavoro teatrale di Denison Clift il quale, a sua volta, prese spunto da Boule de Suif, celebre racconto di Guy de Maupassant del 1880.

## Produzione
Girato muto, il film - prodotto da Joseph M. Schenck - venne sonorizzato aggiungendo musica ed effetti sonori in monofonia usando il Western Electric Sound System. La produzione iniziò, secondo informazioni riportate su Exhibitors Herald and Moving Picture World, il 21 marzo 1928.

## Distribuzione
Distribuito dalla United Artists, il film uscì nelle sale degli Stati Uniti nel settembre 1928. 
Il copyright, richiesto da Joseph M. Schenck, fu registrato il 17 ottobre 1928 con il numero LP25736.
Nel 1929, il film uscì anche in Finlandia (4 febbraio), Italia (con visto di censura in data 28 febbraio), Regno Unito (8 aprile), Germania (come Die Stunde der Entscheidung). Nel 1930, fu distribuito in Estonia (15 marzo, come Kolonel Turowi armuke), in Austria (come Die Stunde der Entscheidung o anche Tarnopol 1914) e in Francia (col titolo Soirs d'orage). In tempi recenti, il film è stato presentato nell'ambito del San Francisco Silent Film Festival (18 luglio 2010). Ne esiste una versione in DVD distribuita dalla Silent Hall of Fame Enterprises.